# Deacetil-(citrat-(pro-3S)-lijaza) S-acetiltransferaza
Deacetil-(citrat-(pro-3)-lijaza) -acetiltransferaza (EC 2.3.1.49, S-acetil fosfopantetein:deacetil citrat lijaza S-acetiltransferaza, deacetil-(citrat-(pro-3S)-lijaza) acetiltransferaza) je enzim sa sistematskim imenom S-acetilfosfopantetein:deacetil-(citrat-oksaloacetat-lijaza((pro-3-->acetat)) S-acetiltransferaza. Ovaj enzim katalizuje sledeću hemijsku reakciju
-acetilfosfopantetein + deacetil-[citrat-oksaloacetat-lijaza((pro-3-->acetat)] {\displaystyle \rightleftharpoons } fosfopantetein + [citrat-oksaloacetat-lijaza((pro-3-->acetat)]
Ovaj enzim i EC 6.2.1.22, [citrat (pro-3)-lijaza] ligase, acetilišu i aktiviraju EC 4.1.3.6, citrat (pro-3)-lijaza.

## Literatura
- Nicholas C. Price; Lewis Stevens (1999). Fundamentals of Enzymology: The Cell and Molecular Biology of Catalytic Proteins (Third изд.). USA: Oxford University Press. ISBN 019850229X.
- Eric J. Toone (2006). Advances in Enzymology and Related Areas of Molecular Biology, Protein Evolution (Volume 75 изд.). Wiley-Interscience. ISBN 0471205036.
- Branden C; Tooze J. Introduction to Protein Structure. New York, NY: Garland Publishing. ISBN 0-8153-2305-0.
- Irwin H. Segel. Enzyme Kinetics: Behavior and Analysis of Rapid Equilibrium and Steady-State Enzyme Systems (Book 44 изд.). Wiley Classics Library. ISBN 0471303097.

## Spoljašnje veze
- Deacetyl-(citrate-(pro-3S)-lyase)+S-acetyltransferase на 